# Tervate
Tervate is een gehucht in Stuivekenskerke, een deelgemeente van de Belgische stad Diksmuide. Het gehucht ligt langs de IJzer, tegen de grens van Stuivekenskerke en Keiem. De IJzer maakte er een grote bocht, de Tervatebocht. Ter hoogte van het gehucht ligt over de IJzer de Tervatebrug.

## Geschiedenis
De oudste vermelding van Stuivekenskerke dateert uit 1219 en daarin werd meteen ook Tervate al vernoemd: "parochia de Stuvinskerke in loco qui Vatha dicitur". Ook in de 15de eeuw werd Tervate vermeld. Het gehucht lag 2,5 kilometer ten noordoosten van het toenmalige centrum van Stuivekenskerke. In de 16de eeuw werd de kasselrij Veurne door de Spanjaarden heroverd en ter bescherming tegen plunderingen vanuit Oostende werden verschillende redoutes opgericht, waaronder in Tervate; deze verdwenen later.
Op het eind van de 19de eeuw werd het dorpscentrum van Stuivekenskerke een paar kilometer meer noordwaarts verplaatst. Tervate lag nu dichter bij de nieuwe dorpskern.
Tijdens de Eerste Wereldoorlog werd in Tervate zwaar gevochten bij de Slag om de IJzer. De oprukkende Duitsers wilden de Kanaalhavens bereiken en wilden daarom half oktober 1914 de IJzer oversteken in Nieuwpoort, Diksmuide of via de drie bruggen over IJzer tussen deze beide steden, namelijk de Uniebrug, Schoorbakkebrug en de Tervatebrug. De Tervatebocht was een zwakte in de Belgische verdedigingslinies. Hier was men kwetsbaar voor vuur uit verschillende richtingen en bovendien viel hier de grens tussen twee Belgische divisies, namelijk de 1ste en 4de Divisie. Op 19 oktober 1914 werd de Tervatebrug door de Belgische genie opgeblazen om deze onbruikbaar te maken voor de Duitsers. In de nacht van 21 op 22 oktober slaagden de Duitsers er toch in de IJzer over te steken in de Tervatebocht. De volgende dagen werd hard gestreden. Op 23 oktober bereikten de Duitsers Tervate, dat volledig afbrandde. Uiteindelijk moesten de Belgen zich terugtrekken tot in Stuivekenskerke en later tot achter de spoorwegbedding. Een paar dagen later werd de Duitse opmars gestopt door de onderwaterzetting van de IJzervlakte.
Op 28 mei 1940, na het opblazen van de brug, verdedigden Franse soldaten van het 270e infanterieregiment de positie tot 29 mei. De Duitsers slaagden erin om op de dag van 29 mei de IJzer over te steken.

## Bezienswaardigheden
- Een gedenkzuil voor het 2de bataljon 1ste Grenadiers. Velen van hen sneuvelden tijdens een stormloop op 22 oktober 1914 in een poging de Duitsers te stuiten.
- In beide oevers van de rivier zijn nog de restanten zichtbaar van de opgeblazen Tervatebrug. Een gedenksteen van de provincie West-Vlaanderen, opgericht in de jaren 80, met het opschrift "Tervatebrug 21-23 oktober 1914" herinnert aan de strijd.